# Chromatographie d'affinité sur ions métalliques immobilisés
La chromatographie d'affinité sur ions métalliques immobilisés (IMAC, immobilized metal affinity chromatography) est une chromatographie d'affinité dont le mécanisme est basé sur la chélation de métaux immobilisés. Elle a pour but d’étudier des échantillons complexes comme des échantillons biologiques. La chélation consiste à un processus dans lequel il se forme un complexe entre un cation métallique et un ligand. Dans la chélation des métaux immobilisés, nous avons initialement un ion métal immobilisé dans une colonne, dans laquelle on écoulera la mixture à l’étude. Les liaisons entre le métal et les ligands se formeront à un pH d’entre 7-8 qui sera obtenu à l’aide d’une solution tampon introduite dans la colonne.
Au départ, l’IMAC était utilisé pour séparer des protéines possédant naturellement des groupements d’histidine (C6H9N3O2) exposés à leur surface,. Cependant, des manipulations génétiques ont permis de séparer aussi les protéines auxquels on attache artificiellement des molécules d’histidine. Ces manipulations artificielles sont la base de la haute sélectivité et de l’efficacité de cette technique de séparation. Cet article couvrira le principe de l’IMAC, c’est-à-dire la façon que les échanges chimiques se font, la méthodologie (soit quels produits d’élution et d’attachements des solutions tampons et quels métaux seront nécessaires dans la phase immobile pour la séparation), et, finalement, les différentes applications de la technique.

## Principe

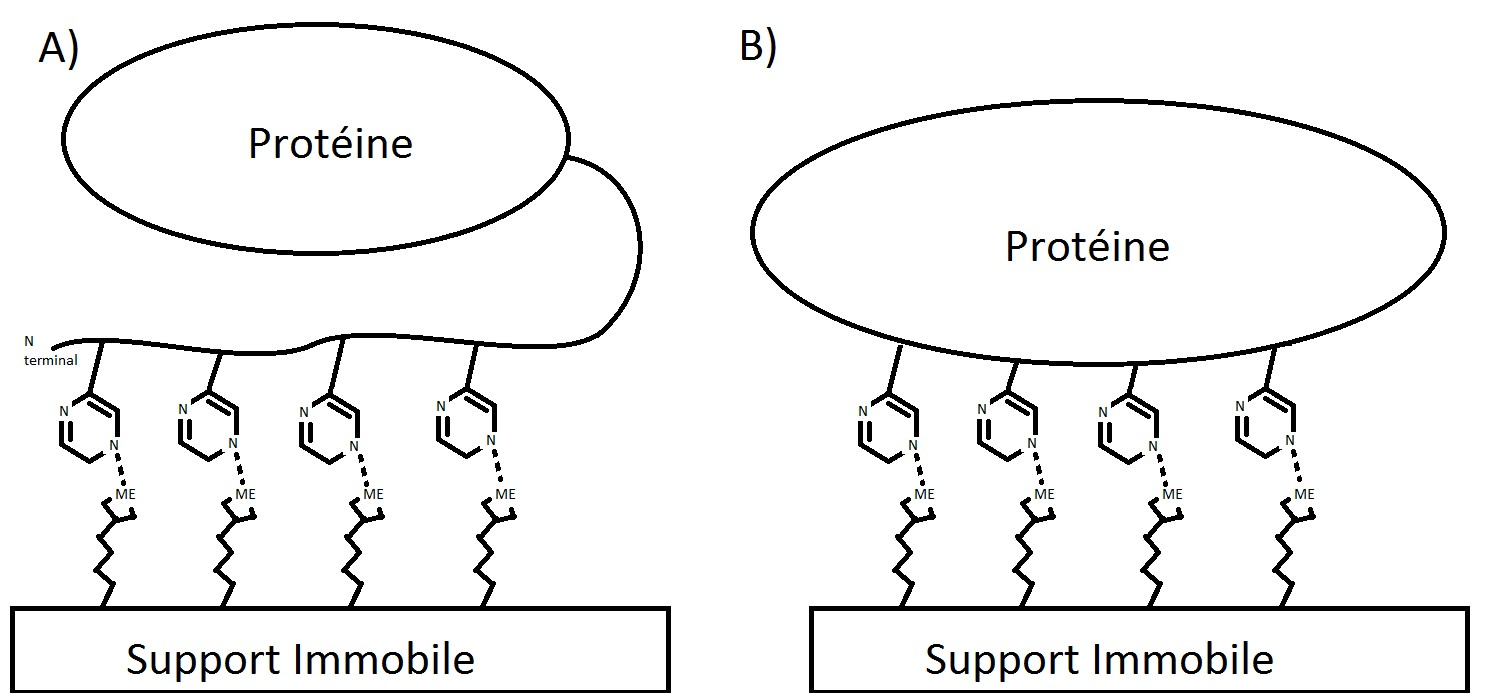
A) Modélisation approximative des interactions entre le support immobile et les protéines modifiées avec une étiquette d’histidine via un agent chélatant lié à un métal
B) Modélisation approximative des interactions entre le support immobile et les protéines possédant des groupements histidine exposés à leur surface via un agent chélatant lié à un métal.

La chromatographie d’affinité par chélation des métaux lourds est une méthode de chromatographie d’affinité comme bien d’autres. On utilise le phénomène de liaison de coordination entre les métaux chélatés sur une phase immobile et certaines protéines, particulièrement sur les histidines exposées à la surface (ou des groupements phosphore, voir matériel et méthode), puisque cet acide aminé en particulier est un donneur d’électron. Ces liaisons covalentes ralentissent la progression des protéines ciblées au sein de la colonne de chromatographie et permettent une séparation. Les métaux utilisés peuvent être considérés comme des acides de Lewis.
Il semble y avoir d’autres acides aminés ou composantes de la protéine qui ont un effet mineur sur la force de la liaison métal-histidine quand ils sont près du groupement histidine comme les chaînes aromatiques de Trp, Phe, Tyr et les acides aminés Glu, Asp, Tyr, Cys, Arg, Lys et Met, mais leur effet est petit par rapport à l’effet de la quantité d’histidine à la surface de la protéine. En effet, la quantité d’histidine exposée à la surface de la protéine change de façon importante le temps de rétention de la protéine sur la phase immobile.
Il est maintenant possible d’ajouter une queue (ou étiquette) contenant un bon nombre (6 habituellement) de groupements histidine au terminal N des protéines par des manipulations génétiques, ce qui a rendu cette méthode beaucoup plus utilisée dans les domaines de la biochimie moderne,. La section Protocole ira plus en détail sur cette méthode.

## Matériel et montage

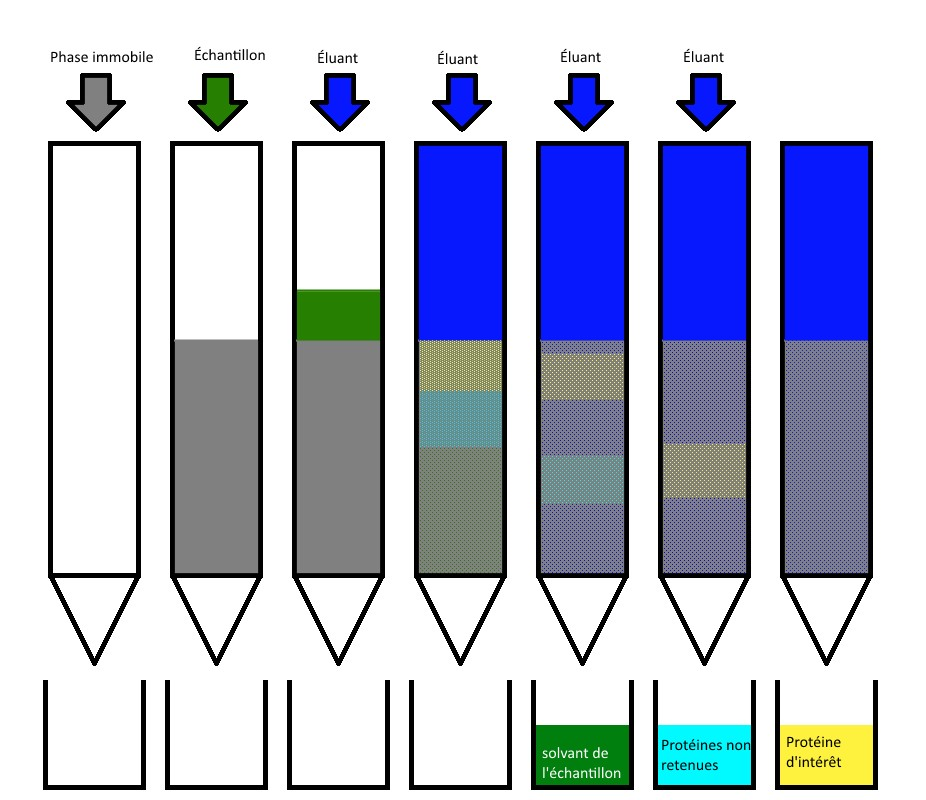
Schéma approximatif d’une expérience de chromatographie sur colonne séparant un échantillon mélangé de protéines

Comme toutes les chromatographies, IMAC consiste en une phase immobile sur laquelle on attache un ligand et d’une phase mobile appelée éluant qui sert à transporter les protéines de la phase solide a la phase mobile. Un des montages les plus classiques pour cette chromatographie est sur colonne. En effet, on introduit la phase immobile dans la colonne de chromatographie, puis on introduit l’échantillon à séparer suivi d’éluant. On fait passer de l’éluant jusqu’à ce qu’on ne détecte plus de l’analyte dans la colonne.
La phase immobile sur laquelle est fixé l’ion métallique peut-être un gel d’agarose ou de dextrane réticulé. Toutefois, ces gels, malgré le fait qu’ils soient biocompatibles et facilement activés, ne sont pas adéquats pour des méthodes industrielles. On utilise alors de la silice ou un mélange de silice et de gel. De plus, on peut utiliser une surface plane fonctionnalisée dans le cadre d’une méthode SELDI (Surface-enhanced laser desorption/ionization).
Plusieurs agents chélatants peuvent permettre la liaison entre la phase immobile et l’ion métallique. Les 3 plus utilisés sont le IDA (acide iminodiacetique), le NTA (acide nitrilotriacetique) et le TED (tris [carboxymethyl] éthylène diamine). L’IDA est le premier chélatant à avoir été utilisé. Il est un ligand tridentate, ce qui laisse 2 sites disponibles pour la liaison avec les histidines et un site de liaison vide inaccessible. Le NTA est un ligand tetradentate qui a été introduit en 1980 et qui utilise le 3e site laissé libre par l’IDA pour lier le métal encore plus fortement. Finalement, le TED est un ligand pentadentate qui a l’avantage de lier encore plus fortement que le NTA le métal, mais qui le laisse disponible qu’un seul site de liaison pour les histidines, ce qui signifie un temps de rétention beaucoup moins long des protéines dans la phase immobile. Il peut être important de retenir les ions métalliques sur la phase immobile si on compte utiliser les protéines ciblées à des fins pharmaceutiques, par exemple, alors le choix du chélatant est important. Le plus utilisé est le NTA,.
Plusieurs métaux peuvent être utilisés pour la méthode IMAC. Les plus utilisés sont les métaux de transition Cu (II), Ni (II), Zn (II), Co (II) et Fe (III), (principalement Ni (II)) soit tous des accepteurs de paires d’électrons pouvant être considérés comme des acides de Lewis,,. Toutefois, une autre application légèrement différente de l’IMAC utilise des métaux comme l’Al (III), le Ga (III) et le Zr (IV) pour séparer non pas les protéines avec des histidines exposées, mais bien des phosphoprotéines et phosphopeptides. Les métaux divalents (Cu [II], Ni [II] Zn [II], Co [II]) chélatés par le liguant NTA tetradentate constitue la forme la plus utilisée de phase immobile dans les expériences modernes.
Les protéines qui sont purifiables en IMAC, comme mentionné plus haut, sont les protéines contenant des histidines exposées (ou des groupements phosphates exposés, voir précédent paragraphe). Cela dit, très peu de protéines possèdent naturellement des groupements histidines exposées à leur surface. Les recherches en manipulations génétiques ont permis une nouvelle technique pour ajouter une étiquette d’histidine sur une protéine d’intérêt. L’étiquette la plus couramment utilisée contient 6 histidines, mais il y a une panoplie d’autres étiquettes qui ont été utilisées et testées comme des étiquettes a 8, 10 ou même 14 groupements,. Ces étiquettes ne semblent pas modifier significativement l’effet de la protéine. Il est même possible d’ajouter des groupements histidines directement à la surface des protéines, mais cela comporte plus de risques de modifier le comportement de la protéine. Il faut donc considérer l’utilisation de la protéine ciblée avant de choisir la modification qu’on y apporte.
La solution dans laquelle l’échantillon peut être solvaté doit idéalement avoir une grande force ionique pour réduire les interactions électrostatiques non spécifiques, mais ces ions ne doivent pas eux-mêmes lier avec les métaux. La solution doit également être neutre ou légèrement alcaline puisque les interactions entre les groupements histidines et les métaux se désactivent en présence de protons qui viennent occuper les sites de liaisons sur l’acide aminé,. Des exemples de ce genre de solution sont le Tris-acétate 50mM ou le sodiumphosphate 20 à 50mM. Le Tris-HCl est à éviter à moins que les interactions entre la protéine et les métaux soient vraiment fortes.
Pour l’éluant, le plus utilisé reste une solution acide avec un gradient de pH de 7 à 4 afin de briser les liens en les remplaçant par des liens avec l’ion H+,.Toutefois, pour certaines protéines plus sensibles aux pH acides, on peut également utiliser une solution d’imidazole pour remplacer les protéines sur les sites de liaisons (échanger les ligands). Finalement, on peut également extraire l’ion métallique avec un agent chélatant puissant comme l’EDTA.
Une nouvelle avenue est également récemment apparue sur le marché. Elle consiste non pas en une chromatographie dans le sens propre du terme, mais on y utilise le même phénomène pour lier les protéines a la phase immobile. La phase immobile utilisée est cette fois magnétique (on utilise des billes de silice par exemple, mais contenant des éléments ferromagnétiques) et on peut, au lieu d’éluer les protéines par un éluant, retirer la phase immobile et ainsi séparer rapidement les protéines de l’échantillon sans avoir besoin du processus de chromatographie. C’est une stratégie utile pour le dépistage ou la concentration de protéines peu exprimées et qui doivent être concentrées.  

## Applications
Cette méthode de séparation est une méthode très spécifique. Elle est utilisée lorsque nous voulons faire une purification rapide et efficace de protéines contenant des groupements histidines. En fait, la purification de protéines génétiquement modifiées pour générer des protéines avec une oligohistidine (protéines ayant une étiquette d’histidine) en utilisant un support NTA est l’application la plus importante de l’IMAC. Cependant, si on augmente suffisamment le pH, on peut également utiliser le terminal azoté (terminal N) de la protéine pour lier au métal, ce qui nous donne une application moins spécifique, mais qui peut tout de même se prouver utile. Par exemple, le temps de rétention d’une telle protéine donne des informations sur l’environnement du terminal N et sur des modifications qui peut lui avoir été apporté par rapport à une précédente forme. On peut aussi se servir d’IMAC pour la purification de molécules non protéiques, par exemple l’ADN en utilisant des attachements de six successif 6-histaminylpurine. Elles vont se lier avec le Ni-NTA. Sans ces groupements, L’ADN se lie peu aux matrices IMAC. Toutefois, l’ARN et les oligonucléotides se lient relativement bien en milieu alcalin grâce aux azotes aromatiques présents plus fréquemment sur sa structure.
En termes d’application plus spécifique, la méthode IMAC est présentement utilisée dans l’étude du protéome puisque ces protéines doivent être préconcentrées afin de rendre certaines protéines peu exprimées détectables. Pour cela, on utilise habituellement des billes de silice ou des surfaces fonctionnalisées pour SELDI. Cette dernière méthode a contribué à l’application de la méthode à des fins de détection de biomarqueurs dans divers échantillons (urine, sérum et tissues) et ce, pour des diagnostics de maladie.
Divers avantages de cette méthode peuvent être relevés : les cations métalliques IMAC sont stables et peuvent donc être entreposés sans risque de dégradation, elle peut être utilisé dans un échantillon hautement protéique, les conditions d’élution ne sont pas astringentes (ou plutôt, peuvent ne pas l’être en cas de besoin), elle est peu coûteuse et les réactifs sont facilement réutilisables,.
L’IMAC offre également la possibilité d’agrandissement du volume de purification pour plusieurs enzymes industrielles et protéines pour la recherche en génétique, biologie moléculaire et biochimie. En effet, les colonnes Ni-NTA « superflow » agrandies 50:1 sont utilisées dans certaines productions biopharmaceutiques industrielles a grand volume.